# Lista över fornlämningar i Gotlands kommun (Hall)
Lista över fornlämningar i Gotlands kommun (Hall) är en förteckning av ett urval av de fornlämningar som finns i Hall i Gotlands kommun.
| Namn                         | Lämningstyp                      | Tillkomsttid | Historisk indelning | Plats | Läge                 | ID-nr          | Bild                                      |
| ---------------------------- | -------------------------------- | ------------ | ------------------- | ----- | -------------------- | -------------- | ----------------------------------------- |
| Hall 1:1                     | Stensättning                     |              | Hall, Gotland       |       | 57.886036, 18.773909 | 10092900010001 | Ladda upp en bild av detta fornminne      |
| Hall 2:1                     | Röse                             |              | Hall, Gotland       |       | 57.887222, 18.772573 | 10092900020001 | Ladda upp en bild av detta fornminne      |
| Hall 3:1                     | Stensättning                     |              | Hall, Gotland       |       | 57.890880, 18.767099 | 10092900030001 | Ladda upp en bild av detta fornminne      |
| Hall 4:1                     | Röse                             |              | Hall, Gotland       |       | 57.891292, 18.766938 | 10092900040001 | Ladda upp en bild av detta fornminne      |
| Hall 5:1                     | Röse                             |              | Hall, Gotland       |       | 57.891661, 18.766711 | 10092900050001 | Ladda upp en bild av detta fornminne      |
| Hall 6:1                     | Stensättning                     |              | Hall, Gotland       |       | 57.892251, 18.765852 | 10092900060001 | Ladda upp en bild av detta fornminne      |
| Hall 6:2                     | Stensättning                     |              | Hall, Gotland       |       | 57.892235, 18.766056 | 10092900060002 | Ladda upp en bild av detta fornminne      |
| Hall 6:3                     | Stensättning                     |              | Hall, Gotland       |       | 57.892178, 18.766261 | 10092900060003 | Ladda upp en bild av detta fornminne      |
| Hall 6:4                     | Stensättning                     |              | Hall, Gotland       |       | 57.891947, 18.766220 | 10092900060004 | Ladda upp en bild av detta fornminne      |
| Hall 6:5                     | Stensättning                     |              | Hall, Gotland       |       | 57.891873, 18.766426 | 10092900060005 | Ladda upp en bild av detta fornminne      |
| Hall 7:1                     | Gravfält                         |              | Hall, Gotland       |       | 57.891955, 18.763918 | 10092900070001 | Ladda upp en bild av detta fornminne      |
| Hednakyrkogården (Hall 11:1) | Fornborg                         |              | Hall, Gotland       |       | 57.885937, 18.726572 | 10092900110001 | Ladda upp en bild av detta fornminne      |
| Hall 11:2                    | Gravfält                         |              | Hall, Gotland       |       | 57.886081, 18.726087 | 10092900110002 | Ladda upp en bild av detta fornminne      |
| Hall 11:3                    | Stensättning                     |              | Hall, Gotland       |       | 57.886012, 18.725739 | 10092900110003 | Ladda upp en bild av detta fornminne      |
| Hall 11:4                    | Stensättning                     |              | Hall, Gotland       |       | 57.885885, 18.725756 | 10092900110004 | Ladda upp en bild av detta fornminne      |
| Hall 12:1                    | Husgrund, förhistorisk/medeltida |              | Hall, Gotland       |       | 57.884614, 18.720570 | 10092900120001 | Ladda upp en bild av detta fornminne      |
| Hall 12:2                    | Husgrund, förhistorisk/medeltida |              | Hall, Gotland       |       | 57.884199, 18.720753 | 10092900120002 | Ladda upp en bild av detta fornminne      |
| Hall 12:3                    | Husgrund, förhistorisk/medeltida |              | Hall, Gotland       |       | 57.884076, 18.721291 | 10092900120003 | Ladda upp en bild av detta fornminne      |
| Hall 12:5                    | Röse                             |              | Hall, Gotland       |       | 57.884059, 18.721733 | 10092900120005 | Ladda upp en bild av detta fornminne      |
| Hall 13:1                    | Stensättning                     |              | Hall, Gotland       |       | 57.895574, 18.719942 | 10092900130001 | Ladda upp en bild av detta fornminne      |
| Hall 14:1                    | Gravfält                         |              | Hall, Gotland       |       | 57.895952, 18.720543 | 10092900140001 | Ladda upp en bild av detta fornminne      |
| Hall 17:1                    | Gravfält                         |              | Hall, Gotland       |       | 57.898391, 18.721400 | 10092900170001 | Ladda upp en bild av detta fornminne      |
| Hall 18:1                    | Stensättning                     |              | Hall, Gotland       |       | 57.899460, 18.729360 | 10092900180001 | Ladda upp en bild av detta fornminne      |
| Hall 19:1                    | Hällristning                     |              | Hall, Gotland       |       | 57.901322, 18.731810 | 11100000000683 | Ladda upp en bild av detta fornminne      |
| Hall 20:1                    | Hällristning                     |              | Hall, Gotland       |       | 57.901244, 18.731502 | 11100000000684 | Ladda upp en bild av detta fornminne      |
| Hall 20:2                    | Hällristning                     |              | Hall, Gotland       |       | 57.901121, 18.731328 | 11100000000685 | Ladda upp en bild av detta fornminne      |
| Hall 21:1                    | Gravfält                         |              | Hall, Gotland       |       | 57.902090, 18.738190 | 10092900210001 | Ladda upp en bild av detta fornminne      |
| Hall 22:1                    | Röse                             |              | Hall, Gotland       |       | 57.901223, 18.740439 | 10092900220001 | Ladda upp en bild av detta fornminne      |
| Hall 23:1                    | Gravfält                         |              | Hall, Gotland       |       | 57.904787, 18.739324 | 10092900230001 | Ladda upp en bild av detta fornminne      |
| Hall 24:1                    | Stensättning                     |              | Hall, Gotland       |       | 57.905718, 18.739658 | 10092900240001 | Ladda upp en bild av detta fornminne      |
| Hall 25:1                    | Husgrund, förhistorisk/medeltida |              | Hall, Gotland       |       | 57.904925, 18.737485 | 10092900250001 | Ladda upp en bild av detta fornminne      |
| Hall 26:1                    | Husgrund, förhistorisk/medeltida |              | Hall, Gotland       |       | 57.905410, 18.737551 | 10092900260001 | Ladda upp en bild av detta fornminne      |
| Hall 27:1                    | Husgrund, förhistorisk/medeltida |              | Hall, Gotland       |       | 57.906495, 18.736851 | 10092900270001 | Ladda upp en bild av detta fornminne      |
| Hall 28:1                    | Gravfält                         |              | Hall, Gotland       |       | 57.906844, 18.736765 | 10092900280001 | Ladda upp en bild av detta fornminne      |
| Hall 29:1                    | Stensättning                     |              | Hall, Gotland       |       | 57.908125, 18.737252 | 10092900290001 | Ladda upp en bild av detta fornminne      |
| Hall 29:2                    | Stensättning                     |              | Hall, Gotland       |       | 57.908004, 18.737317 | 10092900290002 | Ladda upp en bild av detta fornminne      |
| Hall 29:3                    | Stensättning                     |              | Hall, Gotland       |       | 57.907984, 18.737512 | 10092900290003 | Ladda upp en bild av detta fornminne      |
| Hall 31:1                    | Gravfält                         |              | Hall, Gotland       |       | 57.891490, 18.681645 | 10092900310001 | Ladda upp en bild av detta fornminne      |
| Hall 32:1                    | Gravfält                         |              | Hall, Gotland       |       | 57.875566, 18.744527 | 10092900320001 | Ladda upp en bild av detta fornminne      |
| Hall 33:1                    | Husgrund, förhistorisk/medeltida |              | Hall, Gotland       |       | 57.896202, 18.678936 | 10092900330001 | Ladda upp en bild av detta fornminne      |
| Hall 34:1                    | Husgrund, förhistorisk/medeltida |              | Hall, Gotland       |       | 57.896268, 18.683060 | 10092900340001 | Ladda upp en bild av detta fornminne      |
| Silveråkern (Hall 36:1)      | Röse                             |              | Hall, Gotland       |       | 57.887681, 18.703764 | 10092900360001 | Ladda upp en bild av detta fornminne      |
| Hall 37:1                    | Stenkrets                        |              | Hall, Gotland       |       | 57.888301, 18.704572 | 10092900370001 | Ladda upp en bild av detta fornminne      |
| Hall 37:2                    | Stensättning                     |              | Hall, Gotland       |       | 57.888308, 18.704376 | 10092900370002 | Ladda upp en bild av detta fornminne      |
| Hall 38:1                    | Grav markerad av sten/block      |              | Hall, Gotland       |       | 57.913472, 18.722481 | 10092900380001 | Ladda upp en bild av detta fornminne      |
| Hall 39:1                    | Stenkrets                        |              | Hall, Gotland       |       | 57.910536, 18.718817 | 10092900390001 | Ladda upp en bild av detta fornminne      |
| Hall 40:1                    | Hällristning                     |              | Hall, Gotland       |       | 57.909326, 18.718609 | 11100000000686 | Ladda upp en bild av detta fornminne      |
| Hall 43:1                    | Röse                             |              | Hall, Gotland       |       | 57.917624, 18.726522 | 10092900430001 | Ladda upp en bild av detta fornminne      |
| Hall 43:2                    | Stensättning                     |              | Hall, Gotland       |       | 57.917510, 18.726386 | 10092900430002 | Ladda upp en bild av detta fornminne      |
| Hall 43:3                    | Stensättning                     |              | Hall, Gotland       |       | 57.917390, 18.726290 | 10092900430003 | Ladda upp en bild av detta fornminne      |
| Hall 45:1                    | Röse                             |              | Hall, Gotland       |       | 57.911954, 18.702717 | 10092900450001 | Ladda upp en till bild av detta fornminne |
| Hall 46:1                    | Stensättning                     |              | Hall, Gotland       |       | 57.911101, 18.696878 | 10092900460001 | Ladda upp en bild av detta fornminne      |
| Hall 46:2                    | Stensättning                     |              | Hall, Gotland       |       | 57.911241, 18.696236 | 10092900460002 | Ladda upp en bild av detta fornminne      |
| Hall 46:3                    | Stensättning                     |              | Hall, Gotland       |       | 57.911359, 18.695632 | 10092900460003 | Ladda upp en bild av detta fornminne      |
| Hall 47:1                    | Gravfält                         |              | Hall, Gotland       |       | 57.894202, 18.713213 | 10092900470001 | Ladda upp en bild av detta fornminne      |
| Hall 48:1                    | Gravfält                         |              | Hall, Gotland       |       | 57.895698, 18.712649 | 10092900480001 | Ladda upp en till bild av detta fornminne |
| Hall 50:1                    | Gravfält                         |              | Hall, Gotland       |       | 57.880502, 18.673274 | 10092900500001 | Ladda upp en till bild av detta fornminne |
| Hall 51:1                    | Stensättning                     |              | Hall, Gotland       |       | 57.906923, 18.674255 | 10092900510001 | Ladda upp en bild av detta fornminne      |
| Hall 52:1                    | Gravfält                         |              | Hall, Gotland       |       | 57.906745, 18.672350 | 10092900520001 | Ladda upp en bild av detta fornminne      |
| Hall 54:1                    | Gravfält                         |              | Hall, Gotland       |       | 57.900413, 18.708499 | 10092900540001 | Ladda upp en bild av detta fornminne      |
| Hall 55:1                    | Hällristning                     |              | Hall, Gotland       |       | 57.886121, 18.711727 | 11100000000687 | Ladda upp en bild av detta fornminne      |
| Hall 55:2                    | Hällristning                     |              | Hall, Gotland       |       | 57.886071, 18.711627 | 11100000000688 | Ladda upp en bild av detta fornminne      |
| Hall 55:3                    | Hällristning                     |              | Hall, Gotland       |       | 57.886021, 18.711552 | 11100000000689 | Ladda upp en bild av detta fornminne      |
| Hall 56:1                    | Stensättning                     |              | Hall, Gotland       |       | 57.897944, 18.691492 | 10092900560001 | Ladda upp en bild av detta fornminne      |
| Hall 56:2                    | Stensättning                     |              | Hall, Gotland       |       | 57.898006, 18.691579 | 10092900560002 | Ladda upp en bild av detta fornminne      |
| Hall 56:3                    | Stensättning                     |              | Hall, Gotland       |       | 57.897549, 18.691423 | 10092900560003 | Ladda upp en bild av detta fornminne      |
| Hall 57:1                    | Stensättning                     |              | Hall, Gotland       |       | 57.895594, 18.685764 | 10092900570001 | Ladda upp en bild av detta fornminne      |
| Hall 58:1                    | Röse                             |              | Hall, Gotland       |       | 57.912294, 18.730924 | 10092900580001 | Ladda upp en bild av detta fornminne      |
| Hall 59:1                    | Röse                             |              | Hall, Gotland       |       | 57.915527, 18.730295 | 10092900590001 | Ladda upp en bild av detta fornminne      |
| Hall 60:1                    | Husgrund, förhistorisk/medeltida |              | Hall, Gotland       |       | 57.897465, 18.703442 | 10092900600001 | Ladda upp en bild av detta fornminne      |
| Hall 64:1                    | Gravfält                         |              | Hall, Gotland       |       | 57.903201, 18.706358 | 10092900640001 | Ladda upp en bild av detta fornminne      |
| Hall 65:1                    | Stensättning                     |              | Hall, Gotland       |       | 57.903568, 18.706065 | 10092900650001 | Ladda upp en bild av detta fornminne      |
| Hall 70:1                    | Stensättning                     |              | Hall, Gotland       |       | 57.880792, 18.650743 | 10092900700001 | Ladda upp en bild av detta fornminne      |
| Hall 73:1                    | Stenkrets                        |              | Hall, Gotland       |       | 57.881677, 18.675548 | 10092900730001 | Ladda upp en till bild av detta fornminne |
| Hall 74:2                    | Husgrund, historisk tid          |              | Hall, Gotland       |       | koordinater saknas   | 10092900740002 | Ladda upp en till bild av detta fornminne |
| Hall 76:1                    | Stensättning                     |              | Hall, Gotland       |       | koordinater saknas   | 10092900760001 | Ladda upp en till bild av detta fornminne |
| Hall 80:1                    | Stensättning                     |              | Hall, Gotland       |       | 57.894870, 18.683016 | 10092900800001 | Ladda upp en bild av detta fornminne      |
| Hall 80:2                    | Stensättning                     |              | Hall, Gotland       |       | 57.895246, 18.683333 | 10092900800002 | Ladda upp en bild av detta fornminne      |
| Hall 81:1                    | Stensättning                     |              | Hall, Gotland       |       | 57.889237, 18.679725 | 10092900810001 | Ladda upp en till bild av detta fornminne |
| Hall 86:1                    | Husgrund, förhistorisk/medeltida |              | Hall, Gotland       |       | 57.888873, 18.703635 | 10092900860001 | Ladda upp en bild av detta fornminne      |
| Hall 87:1                    | Röse                             |              | Hall, Gotland       |       | 57.888351, 18.705847 | 10092900870001 | Ladda upp en bild av detta fornminne      |
| Hall 87:2                    | Stensättning                     |              | Hall, Gotland       |       | 57.888372, 18.706023 | 10092900870002 | Ladda upp en bild av detta fornminne      |
| Hall 89:1                    | Stensättning                     |              | Hall, Gotland       |       | 57.888037, 18.679147 | 10092900890001 | Ladda upp en till bild av detta fornminne |
| Hall 89:2                    | Stensättning                     |              | Hall, Gotland       |       | 57.888138, 18.678796 | 10092900890002 | Ladda upp en till bild av detta fornminne |
| Hall 89:3                    | Stensättning                     |              | Hall, Gotland       |       | 57.888265, 18.679217 | 10092900890003 | Ladda upp en bild av detta fornminne      |
| Hall 90:1                    | Stensättning                     |              | Hall, Gotland       |       | 57.886416, 18.677989 | 10092900900001 | Ladda upp en till bild av detta fornminne |
| Hall 91:1                    | Stensättning                     |              | Hall, Gotland       |       | 57.885255, 18.677495 | 10092900910001 | Ladda upp en till bild av detta fornminne |
| Hall 91:2                    | Stensättning                     |              | Hall, Gotland       |       | 57.885193, 18.677807 | 10092900910002 | Ladda upp en till bild av detta fornminne |
| Hall 91:3                    | Stensättning                     |              | Hall, Gotland       |       | 57.885281, 18.677898 | 10092900910003 | Ladda upp en till bild av detta fornminne |
| Hall 92:1                    | Gravfält                         |              | Hall, Gotland       |       | 57.883661, 18.677146 | 10092900920001 | Ladda upp en till bild av detta fornminne |
| Hall 94:1                    | Stenkrets                        |              | Hall, Gotland       |       | 57.882270, 18.675465 | 10092900940001 | Ladda upp en till bild av detta fornminne |
| Hall 95:1                    | Stensättning                     |              | Hall, Gotland       |       | 57.881523, 18.674648 | 10092900950001 | Ladda upp en till bild av detta fornminne |
| Hall 98:1                    | Stenkrets                        |              | Hall, Gotland       |       | 57.893301, 18.710232 | 10092900980001 | Ladda upp en bild av detta fornminne      |
| Hall 102:1                   | Gravfält                         |              | Hall, Gotland       |       | 57.884283, 18.726934 | 10092901020001 | Ladda upp en bild av detta fornminne      |
| Hall 102:3                   | Röse                             |              | Hall, Gotland       |       | 57.883997, 18.728133 | 10092901020003 | Ladda upp en bild av detta fornminne      |
| Hall 103:1                   | Gravfält                         |              | Hall, Gotland       |       | 57.881617, 18.741659 | 10092901030001 | Ladda upp en bild av detta fornminne      |
| Hall 104:1                   | Stensättning                     |              | Hall, Gotland       |       | 57.874183, 18.745395 | 10092901040001 | Ladda upp en bild av detta fornminne      |
| Hall 104:2                   | Stensättning                     |              | Hall, Gotland       |       | 57.874141, 18.745056 | 10092901040002 | Ladda upp en bild av detta fornminne      |
| Hall 105:1                   | Stensättning                     |              | Hall, Gotland       |       | 57.873020, 18.744830 | 10092901050001 | Ladda upp en bild av detta fornminne      |
| Hall 106:1                   | Röse                             |              | Hall, Gotland       |       | 57.894382, 18.750970 | 10092901060001 | Ladda upp en bild av detta fornminne      |
| Hall 108:1                   | Gravfält                         |              | Hall, Gotland       |       | 57.894204, 18.712532 | 10092901080001 | Ladda upp en bild av detta fornminne      |
| Hall 111:1                   | Gravfält                         |              | Hall, Gotland       |       | 57.901269, 18.736657 | 10092901110001 | Ladda upp en bild av detta fornminne      |
| Hall 112:1                   | Stensättning                     |              | Hall, Gotland       |       | 57.897139, 18.746484 | 10092901120001 | Ladda upp en bild av detta fornminne      |
| Hall 112:2                   | Stensättning                     |              | Hall, Gotland       |       | 57.897081, 18.746666 | 10092901120002 | Ladda upp en bild av detta fornminne      |
| Hall 112:3                   | Stensättning                     |              | Hall, Gotland       |       | 57.897057, 18.746832 | 10092901120003 | Ladda upp en bild av detta fornminne      |
| Hall 112:4                   | Stensättning                     |              | Hall, Gotland       |       | 57.896959, 18.746965 | 10092901120004 | Ladda upp en bild av detta fornminne      |
| Hall 113:1                   | Stensättning                     |              | Hall, Gotland       |       | 57.894704, 18.743412 | 10092901130001 | Ladda upp en bild av detta fornminne      |
| Hall 113:2                   | Stensättning                     |              | Hall, Gotland       |       | 57.894653, 18.743268 | 10092901130002 | Ladda upp en bild av detta fornminne      |
| Hall 114:1                   | Stensättning                     |              | Hall, Gotland       |       | 57.903382, 18.739579 | 10092901140001 | Ladda upp en bild av detta fornminne      |
| Hall 115:1                   | Gravfält                         |              | Hall, Gotland       |       | 57.904387, 18.738452 | 10092901150001 | Ladda upp en bild av detta fornminne      |
| Hall 117:1                   | Stensättning                     |              | Hall, Gotland       |       | 57.910039, 18.734719 | 10092901170001 | Ladda upp en bild av detta fornminne      |
| Hall 134:1                   | Stensättning                     |              | Hall, Gotland       |       | 57.915023, 18.709438 | 10092901340001 | Ladda upp en bild av detta fornminne      |
| Hall 137:1                   | Röse                             |              | Hall, Gotland       |       | 57.887017, 18.773192 | 10092901370001 | Ladda upp en bild av detta fornminne      |
| Hall 138:1                   | Stenkrets                        |              | Hall, Gotland       |       | 57.885142, 18.767611 | 10092901380001 | Ladda upp en bild av detta fornminne      |
| Hall 139:1                   | Stensättning                     |              | Hall, Gotland       |       | 57.892406, 18.766701 | 10092901390001 | Ladda upp en bild av detta fornminne      |
| Hall 141:1                   | Röse                             |              | Hall, Gotland       |       | 57.894717, 18.756336 | 10092901410001 | Ladda upp en bild av detta fornminne      |
| Hall 143:1                   | Röse                             |              | Hall, Gotland       |       | 57.881877, 18.770061 | 10092901430001 | Ladda upp en bild av detta fornminne      |
| Hall 144:1                   | Gravfält                         |              | Hall, Gotland       |       | 57.877997, 18.766110 | 10092901440001 | Ladda upp en bild av detta fornminne      |
| Hall 145:1                   | Stenkrets                        |              | Hall, Gotland       |       | 57.877067, 18.766392 | 10092901450001 | Ladda upp en bild av detta fornminne      |
| Hall 146:1                   | Gravfält                         |              | Hall, Gotland       |       | 57.897530, 18.731400 | 10092901460001 | Ladda upp en bild av detta fornminne      |
| Hall 149                     | Stensättning                     |              | Hall, Gotland       |       | 57.908445, 18.742749 | 12000000061089 | Ladda upp en bild av detta fornminne      |
| Hall 152                     | Stensättning                     |              | Hall, Gotland       |       | 57.908469, 18.743040 | 12000000061093 | Ladda upp en bild av detta fornminne      |
| Hall 154                     | Stensättning                     |              | Hall, Gotland       |       | 57.908592, 18.743007 | 12000000061095 | Ladda upp en bild av detta fornminne      |
| Hall 155                     | Stensättning                     |              | Hall, Gotland       |       | 57.889709, 18.735248 | 12000000061096 | Ladda upp en bild av detta fornminne      |
| Hall 157                     | Husgrund, förhistorisk/medeltida |              | Hall, Gotland       |       | 57.894399, 18.708638 | 12000000061098 | Ladda upp en bild av detta fornminne      |
| Hall 158                     | Stensättning                     |              | Hall, Gotland       |       | 57.891290, 18.735236 | 12000000061099 | Ladda upp en bild av detta fornminne      |
| Hall 163                     | Stensättning                     |              | Hall, Gotland       |       | 57.911615, 18.729834 | 12000000061104 | Ladda upp en bild av detta fornminne      |
| Hall 165                     | Stensättning                     |              | Hall, Gotland       |       | 57.889695, 18.735247 | 12000000061106 | Ladda upp en bild av detta fornminne      |
| Hall 167                     | Stensättning                     |              | Hall, Gotland       |       | 57.908372, 18.741687 | 12000000061108 | Ladda upp en bild av detta fornminne      |
| Hall 169                     | Stensättning                     |              | Hall, Gotland       |       | 57.896516, 18.690200 | 12000000061110 | Ladda upp en bild av detta fornminne      |
| Hall 170                     | Stensättning                     |              | Hall, Gotland       |       | 57.908354, 18.741688 | 12000000061111 | Ladda upp en bild av detta fornminne      |
| Hall 172                     | Röse                             |              | Hall, Gotland       |       | 57.874057, 18.690553 | 12000000061283 | Ladda upp en bild av detta fornminne      |
| Hall 173                     | Stensättning                     |              | Hall, Gotland       |       | 57.879727, 18.714106 | 12000000061284 | Ladda upp en bild av detta fornminne      |
| Hall 181                     | Stensättning                     |              | Hall, Gotland       |       | 57.879730, 18.713948 | 12000000061292 | Ladda upp en bild av detta fornminne      |
| Hall 185                     | Kvarn                            |              | Hall, Gotland       |       | 57.910107, 18.682302 | 12000000061296 | Ladda upp en bild av detta fornminne      |
| Hall 190                     | Stensättning                     |              | Hall, Gotland       |       | 57.879694, 18.713836 | 12000000061301 | Ladda upp en bild av detta fornminne      |
| Hall 192                     | Stensättning                     |              | Hall, Gotland       |       | 57.893430, 18.706638 | 12000000061303 | Ladda upp en bild av detta fornminne      |